# Mayer Gil
Mayer Andrés Gil Hurtado (ur. 7 września 2003 w Yopal) – salwadorski piłkarz pochodzenia kolumbijskiego występujący na pozycji napastnika lub skrzydłowego, reprezentant Salwadoru, od 2022 roku zawodnik kolumbijskiej Alianzy Petrolera.
Jego ojciec Cristian Gil oraz bracia Cristian Gil i Brayan Gil również są piłkarzami.